# Comitán de Domínguez
Comitánⓘ de Domínguez – miasto w Meksyku, w stanie Chiapas. Liczy 108 000 mieszkańców (1 lipca 2014 roku).